# Matad al chico
«Matad al chico» es el quinto episodio de la quinta temporada de la serie de televisión de fantasía medieval Game of Thrones. El episodio fue escrito por Bryan Cogman y fue dirigido por Jeremy Podeswa. Fue emitido mundialmente el 10 de mayo de 2015.

## Argumento

### En el Norte
Brienne y Podrick se instalan en una posada, mientras Brienne conversa con Podrick son interrumpidos por un sirviente. Brienne deduce que es leal a la familia Stark, por tanto le pide que le envie un mensaje a Sansa.
En Invernalia, Ramsay tiene una tensa conversación con Miranda, quien se encuentra molesta por su futuro matrimonio con Sansa. Sansa quien se encontraba en su habitación recibe una inesperada visita de una sirvienta, quien le dice que aún tiene amigos en el norte y si algún día está en problemas encienda una vela en la torre más alta de Invernalia. Más tarde durante un paseo por el patio, Miranda se encuentra a Sansa y le comenta que le tiene una sorpresa en su perrera, cuando Sansa llega a la última celda, descubre que Theon vive ahí, él al percatarse de su presencia le sugiere que se marche. En la noche, mientras Theon prepara la vestimenta de Ramsay le confiesa que Sansa lo vio, Ramsay tras advertirle que no le oculte cosas de nuevo, decide perdonarlo. Durante la cena, Ramsay obliga a Theon a disculparse con Sansa por haber asesinado a sus hermanos, Bran y Rickon -quienes en realidad no están muertos-, así mismo anuncia que Theon será quien entregue a Sansa en la ceremonia, considerándolo su pariente más cercano. Por su parte, Roose anuncia que su esposa, Walda está embarazada. Tras esto, Ramsay y Roose lo discuten debido a que Ramsay se siente amenazado de su reclamo de Invernalia en caso de que sea varón, pero Roose lo tranquiliza y le pide su apoyo en la próxima batalla con Stannis.

### En el Muro
Las noticias de los eventos en Meereen llegan al Maester Aemon y Sam. Aemon lamenta que Daenerys sea la única Targaryen que esté luchando por el trono. Jon Nieve llega y pide hablar en privado con Aemon. Tras esto, Jon le pide un sabio consejo acerca del dilema que tiene al unir o no a los salvajes detrás de la muralla con sus hermanos de la Guardia de la Noche, Aemon le aconseja que debe "matar al niño y dejar que el hombre crezca", indicándole que haga lo que crea que sea correcto.
Tras esto, se reúne con Tormund, a quien libera. Le pide que convenza a su pueblo de una alianza con la Guardia de la Noche, a pesar de en un principio estar en contra de la idea. Jon logra convecerlo tras hacerle saber que con la llegada del invierno su pueblo sufrirá una muerte larga y dolorosa. Tormund le comenta que la mayoría de los salvajes se dirigen a Hardhome, pero él le pide a Jon que lo acompañe para que sea el mismo Lord Comandante de la Guardia de la Noche quien les hable de la alianza. Más tarde, Jon le presenta su plan a los hermanos, quienes en su mayoría lo rechazan por la sangrienta historia que tienen ambos, sin embargo, Jon decide continuar con su plan. 
En la librería, Sam le comenta a Gilly sus deseos por volverse un Maester cuando era joven, antes de unirse a la Guardia de la Noche. El rey Stannis llega y le pregunta acerca del vidrio de dragón, el cual es capaz de matar caminantes blancos. Él menciona que en Rocadragón hay bastantes suministros de vidrio de dragón y le pide a Sam que continúe con su búsqueda de las debilidades de los caminantes blancos. Después, Stannis le comenta a Davos que comenzarán su camino a Invernalia durante la mañana, Ser Davos sugiere esperar los refuerzos que traerá Jon pero Stannis no le da la razón.

### Al otro lado del Mar Angosto
Tras recibir una gran herida en la emboscada que los Hijos de la Arpía planearon en contra de los inmaculados, Missandei cuida personalmente de Gusano Gris. Durante el velatorio de Ser Barristan en la gran pirámide, Daenerys ordena que se detenga a todos los líderes de las grandes familias, incluido Hizdahr zo Loraq. Tras esto los lleva ante sus dragones Viserion y Rhaegal, quienes se comen a uno de los líderes para impresionar a los otros. Días después, Gusano Gris despierta y le confiesa a Missandei que tenía miedo de no volverla a ver. Más tarde, Daenerys consulta con Missandei sobre cómo hacer frente a los hijos de la arpía y Missandei señala la gran capacidad de Daenerys para ver lo que nadie más puede ver. Inspirada por sus palabras, Daenerys llega a la celda donde tienen encerrado a Hizdahr Zo Loraq y le confirma que abrirá las arenas de peleas, y que para hacer la paz con el pueblo de Meereen, se casará con él. 
En el mar, Tyrion deduce que Jorah Mormont lo está llevando a las ruinas de Valyria. Antes de llegar, los dos ven como Drogon sobrevuela la zona. Al adentrarse en las ruinas son atacados por varios hombres de piedra. Jorah le ordena a Tyrion que no toque a ninguno, pero por la proximidad de uno de ellos a Tyrion, quien por estar atado de las manos es incapaz de defenderse, lo hace caer al agua, donde uno lo comienza a jalar cada vez más profundo, y después es oportunamente salvado por Jorah. Jorah despierta a Tyrion para preguntarle si está bien, momentos después se aleja del lugar y al revisar su muñeca descubre que ha sido infectado por la enfermedad de los hombres de piedra.

## Recepción
"Matad al chico" fue visto por aproximadamente 6.56 millones de espectadores en Estados Unidos.
El episodio fue recibido positivamente por la crítica. Mike Hogan de Vanity Fair dijo que el equipo creativo "sigue aumentando la tensión", mientras que Joshua Yehl de IGN calificó el episodio con 8.4/10 y escribió que la temporada "alcanza su punto medio con líneas de trazado renovadas y un momento raro de la belleza fantástica". Christopher Orr, de The Atlantic, calificó al episodio como "magnífico". En Rotten Tomatoes, todas las 29 revisiones fueron positivas, con un promedio de 8.2/10.

## Reparto

### Personajes principales
- Peter Dinklage como Tyrion Lannister
- Emilia Clarke como Daenerys Targaryen
- Kit Harington como Jon Snow
- Stephen Dillane como Stannis Baratheon
- Liam Cunningham como Davos Seaworth
- Carice van Houten como Melisandre
- Alfie Allen como Theon Greyjoy/"Hediondo"
- John Bradley-West como Samwell Tarly
- Sophie Turner como Sansa Stark
- Hannah Murray como Gilly
- Michiel Huisman como Daario Naharis
- Nathalie Emmanuel como Missandei
- Gwendoline Christie como Brienne de Tarth
- Kristofer Hivju como Tormund Giantsbane
- Michael McElhatton como Roose Bolton
- Iwan Rheon como Ramsay Bolton
- Iain Glen como Jorah Mormont

### Personajes secundarios
- Ian McElhinney como Barristan Selmy
- Peter Vaughan como Maester Aemon
- Tara Fitzgerald como Selyse Baratheon
- Owen Teale como Ser Alliser Thorne
- Jacob Anderson como gusano gris
- Joel Fry com Hizdahr zo Loraq
- Ben Crompton como Edd Tollett
- Daniel Portman como Podrick Payne
- Charlotte Hope como Miranda
- Kerry Ingram como Shireen Baratheon
- Brenock O'Connor como Olly
- Elizabeth Webster como Walda Bolton
- Brian Fortune como Othell Yarwyck
- Michael Condron como Bowen Marsh
- Gianpiero Cognoli como Master Eaton
- Peter Silverleaf como Elboneno